# منطقه پیتسبرگ بزرگ
منطقه پیتسبرگ بزرگ (به انگلیسی: Greater Pittsburgh Region) یک شهر در ایالات متحده آمریکا است که در پنسیلوانیا واقع شده‌است.